# Berlinische Nachrichten

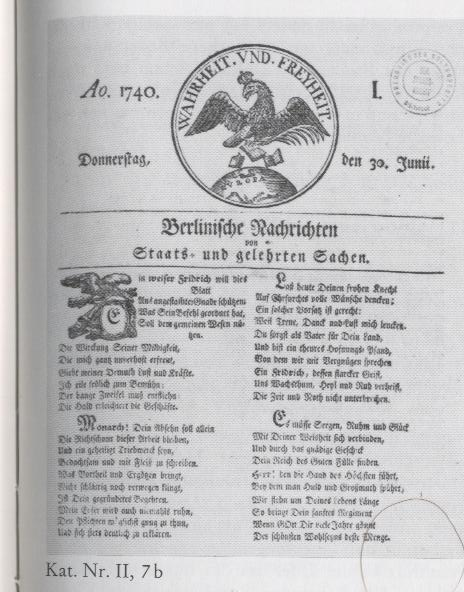
Berlinische Nachrichten

Berlinische Nachrichten von Staats- und gelehrten Sachen ("Berlińskie Wiadomości o sprawach państwa i nauki") – gazeta, którą założył w 1740 roku Fryderyk Wielki, król prus i jego minister Heinrich von Podewils. Podobnie jak założona miesiąc potem francuskojęzyczna Journal de Berlin. gazeta ta miała przyczynić się do utworzenia w Berlinie ośrodka naukowego o europejskiej renomie. Fryderyk rozkazał Podewilsowi nie stosować cenzury wobec spraw niepolitycznych, ponieważ jak wyjaśniał "jeśli gazety są interesujące nie trzeba wobec nich stosować nacisków" (dass Gazetten wenn sie interessant seyn solten nicht genieret werden müsten). 